# Алай бег джамия
Алай бег джамия (на албански: Xhamia e Allajbegisë) е средновековна джамия, която се намира в дебърското село Алайбеглия (Бурим), Република Албания. В 1970 година джамията е обявена за културен паметник на Албания под № 8.

## История
Точната дата на построяване на храма не е известна. Предполага се обаче, че джамията е построена през XVI век, преди 1578 година. Тя е един от първите мюсюлмански храмове в страната, свидетел на началото на ислямизацията на страната. Възможно е дарителят Алай бег да е местен. Първоначално храмът може би е само месчит.
През декември 1967 г. джамията е сериозно повредена по време на земетресение. В 1973 година е реставрирана. На 30 май 1970 година, две години след като диктаторът Енвер Ходжа забранява организираната религия в страната, джамията е обявена за паметник на културата.

## Архитектура
В архитектурно отношение е от типа джамия с един купол върху осмоъгълен барабан, с квадратно вътрешно пространство, чиито страни са малко по-големи от 6 m и така джамията е една от най-малките по рода си. Храмът е много подобен на Назиреша джамия в Елбасан. Три от стените имат по три прозореца, а на четвъртата е вратата и един прозорец до нея. Минарето и тремът са изградени през 90-те години на XX век. Зидарията е клоазоне, което е необичайно за тази част на Албания.